# Xysticus connectens
Xysticus connectens är en spindelart som beskrevs av Kulczynski 1901. Xysticus connectens ingår i släktet Xysticus och familjen krabbspindlar. Inga underarter finns listade i Catalogue of Life.